# Im Schatten des Mondes (Film)
Im Schatten des Mondes ist ein britischer Dokumentarfilm über das US-amerikanische Raumfahrt-Programm der 1960er und 1970er Jahre.

## Inhalt
Der Film vermischt zum Teil bislang unveröffentlichtes Filmmaterial der NASA mit historischen Fernsehberichten von Walter Cronkite und anderen Filmaufnahmen über die damaligen Geschehnisse. In aktuellen Interviews schildern zehn Astronauten ihren Lebensweg, der sie zur NASA geführt hat, ihre Erlebnisse während des Raumfluges und wie die Mondmission ihr Leben beeinflusst hat. Die Astronauten waren:
- Apollo 11:
  - Buzz Aldrin, Pilot der Mondfähre
  - Michael Collins, Pilot des Apollo-Raumschiffs
- Apollo 12:
  - Alan Bean, Pilot der Mondfähre
- Apollo 13:
  - Jim Lovell, Kommandant (bei Apollo 8 Pilot des Apollo-Raumschiffs)
- Apollo 14:
  - Edgar Mitchell, Pilot der Mondfähre
- Apollo 15:
  - David Scott, Kommandant, (bei Apollo 9 Pilot des Apollo-Raumschiffs)
- Apollo 16:
  - John Young, Kommandant (bei Apollo 10 Pilot des Apollo-Raumschiffs)
  - Charles Duke, Pilot der Mondfähre (bei Apollo 11 CapCom)
- Apollo 17:
  - Eugene Cernan, Kommandant (bei Apollo 10 Pilot der Mondfähre)
  - Harrison Schmitt, Pilot der Mondfähre

## Auszeichnungen
Beim Sundance Film Festival 2007 gewann der Film den Publikumspreis für den besten ausländischen Dokumentarfilm. 